# Фазановый голубь
Фаза́новый го́лубь (лат. Otidiphaps nobilis) — вид птиц семейства голубиных. Единственный представитель рода фазановых голубей.

## Описание
Этот голубь внешностью и поведением напоминает фазана. Перья почти полностью чёрные с фиолетовым и зеленоватым отливом, за исключением каштаново-бурых на крыльях. Клюв красный, радужная оболочка от огненно-оранжево-красного до красновато-оранжевого цвета, ноги жёлтые. В длину птицы достигают 50 см, масса — приблизительно 0,5 кг. Гнездятся одиночно или парами. Гнездо из тонких веточек располагается у подножия куста или дерева или между корневыми опорами. Единственное кремово-белое яйцо насиживают обе родительские птицы 23—26 дней.

## Подвиды

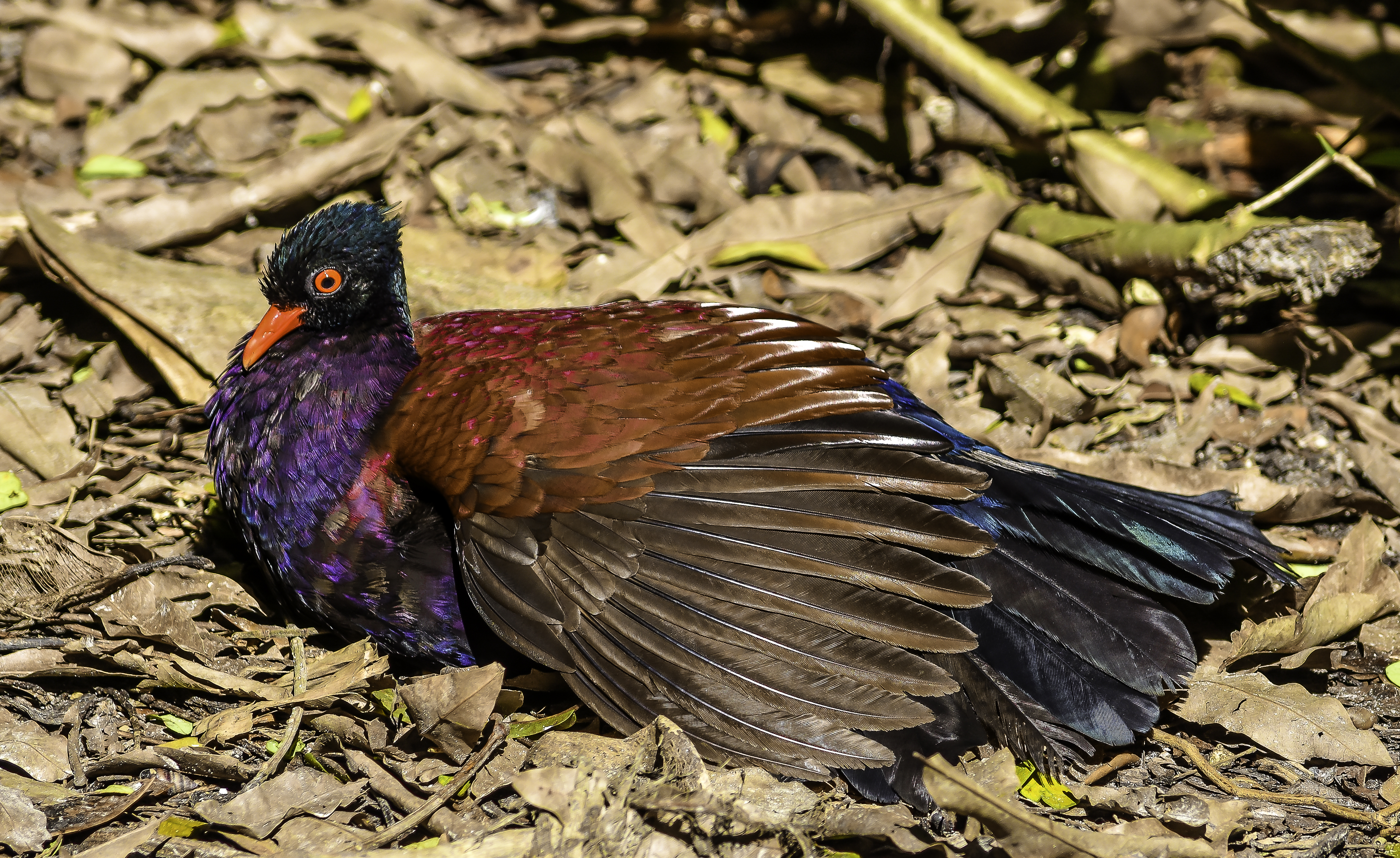
Otidiphaps nobilis nobilis
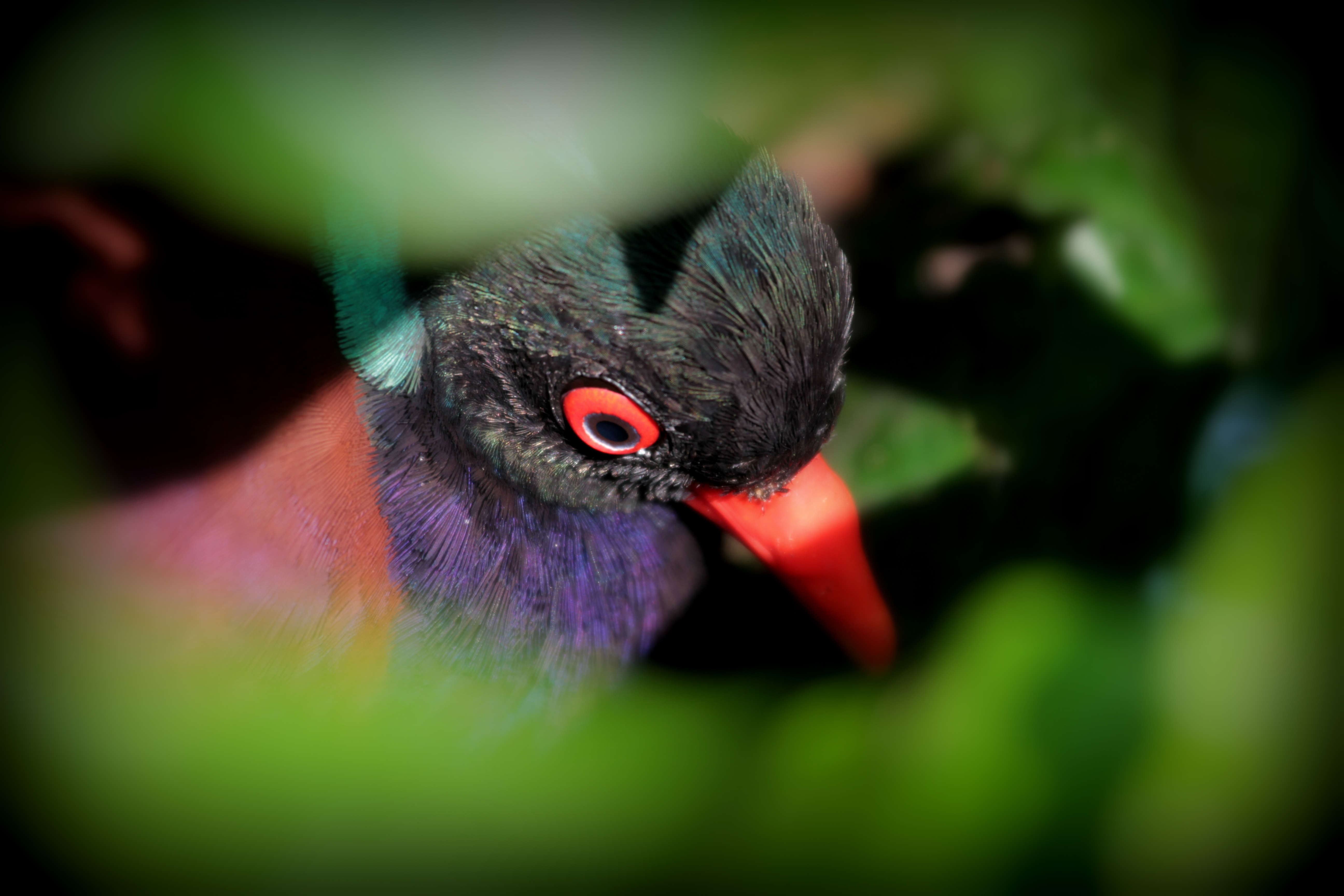
O. n. nobilis в листве
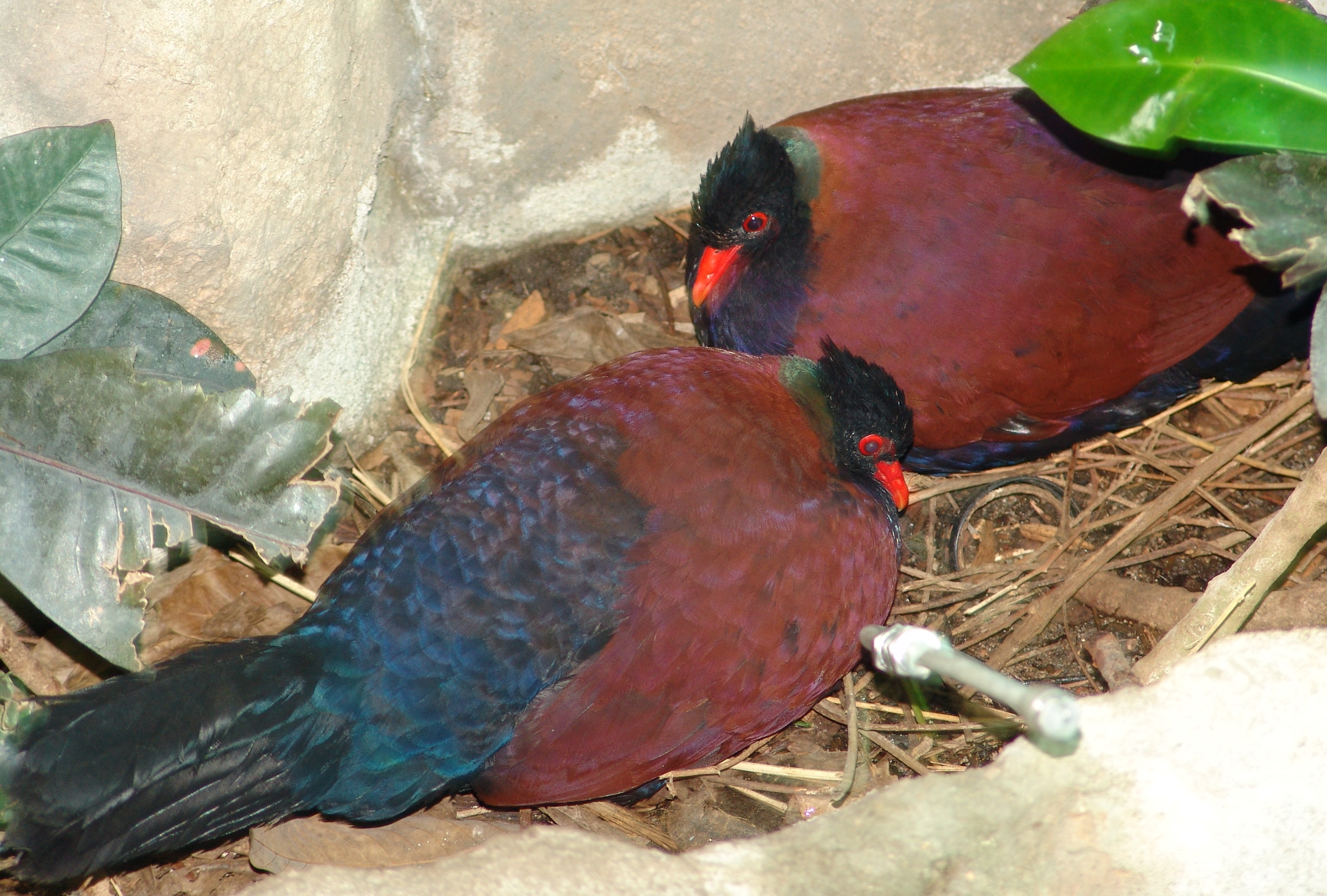
O. n. nobilis
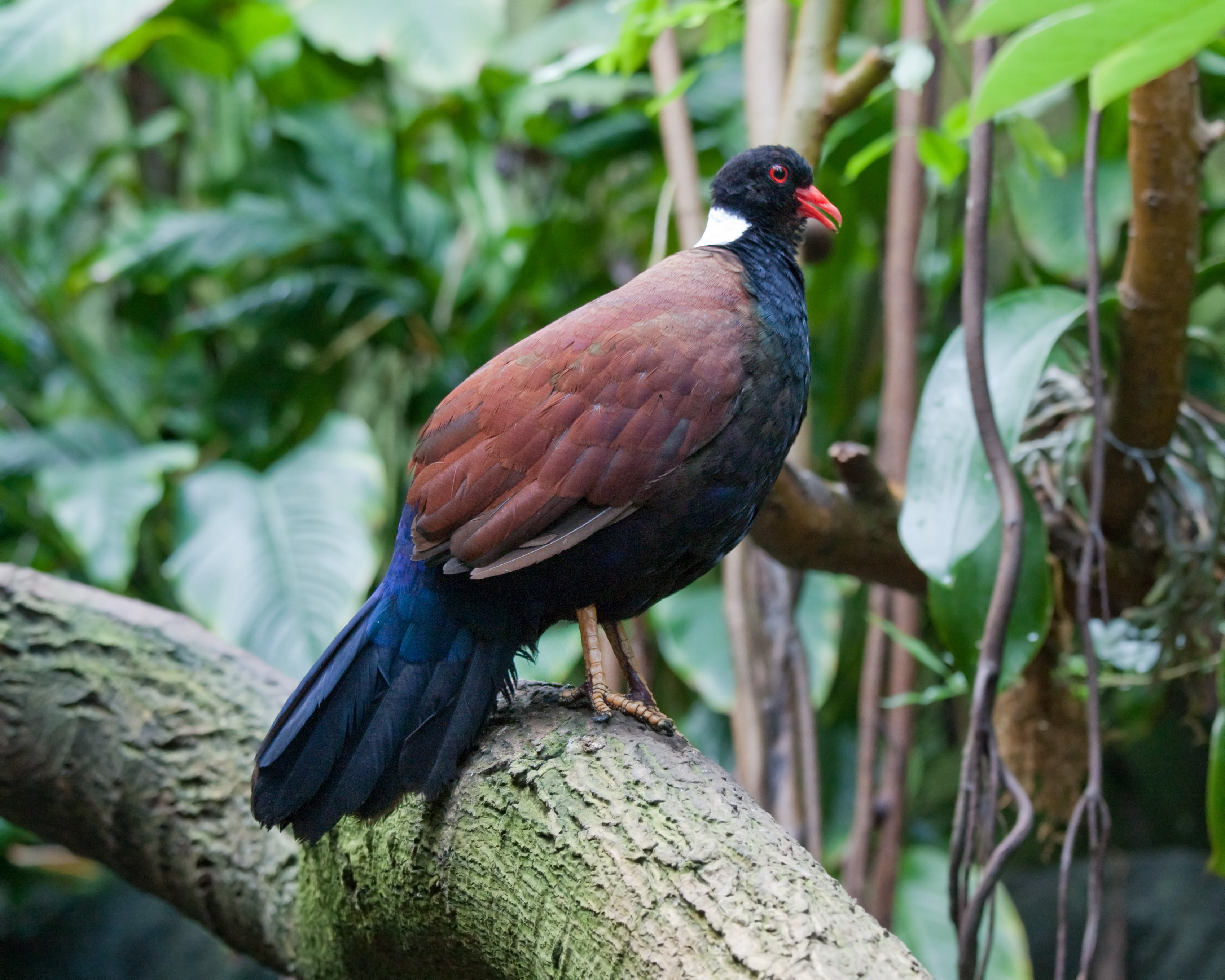
O. n. aruensis
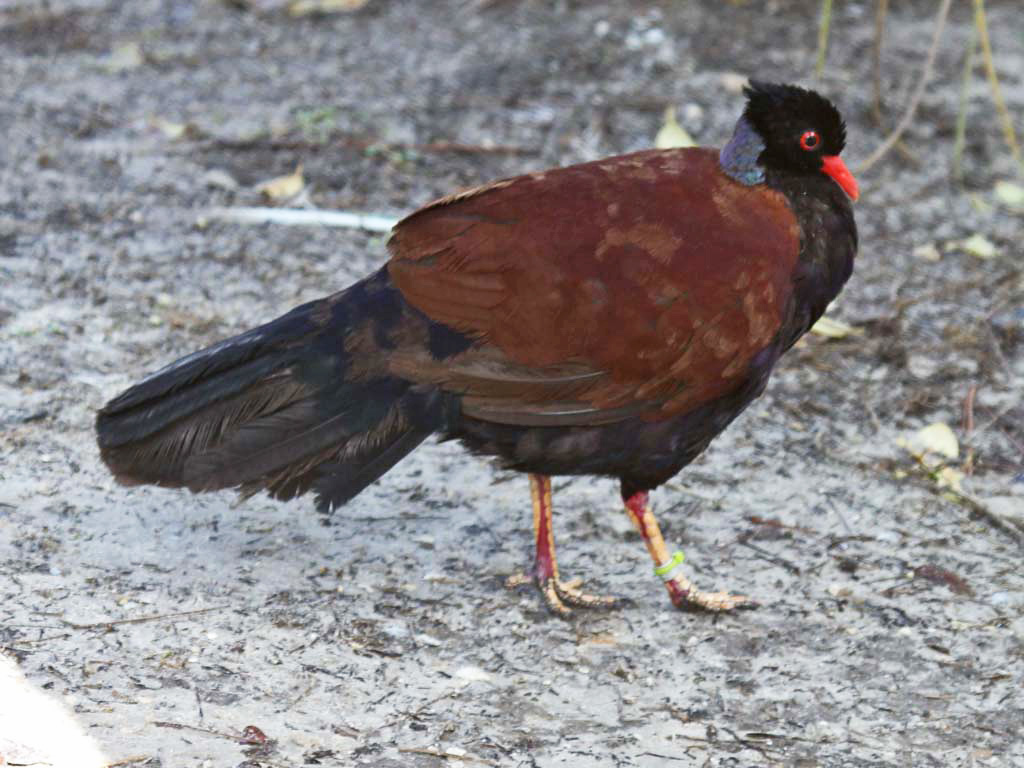
O. n. cervicalis

Описаны следующие подвиды, отличающиеся цветом пятна на задней части шейки:
- Otidiphaps nobilis aruensis Rothschild, 1928: Белый затылок, встречается на островах Ару, уязвим[3].
- Otidiphaps nobilis cervicalis E. P. Ramsay, 1880: Серый затылок, встречается на востоке и юго-востоке Новой Гвинеи. Вызывает наименьшую озабоченность[4].
- Otidiphaps nobilis insularis Salvin & Godman, 1883: Чёрный затылок, встречается на острове Фергуссон, находится под угрозой исчезновения[5][6].
- Otidiphaps nobilis nobilis Gould, 1870: Зелёный затылок, встречается на западе Новой Гвинеи, на островах Батанта и Вайгео. Вызывает наименьшую озабоченность[7].

### Otidiphaps nobilis insularis
Подвид O. n. insularis обитает только на острове Фергуссон и долгое время был известен только по описанию двух типовых экземпляров вида, найденных в 1882 году. В 2022 году были замечены живые представители подвида.
В сентябре 2022 года экспедиция научных сотрудников из лаборатории орнитологии Корнеллского университета смогла подтвердить существование подвида черношейного фазанового голубя (лат. Otidiphaps nobilis insularis), находящегося под угрозой исчезновения, о котором не сообщалось в течение последних 140 лет. Фазана сняли на видео и сделали его фотографии в Папуа-Новой Гвинее на острове Фергуссон — на склонах горы Килкерран, поросших густым лесом. Птицы были замечены в районе крутых хребтов и извилистых долин на высоте около тысячи метров над уровнем моря. Учёные сняли первое за 140 лет видео и сделали фотографии крупной наземной птицы, похожей на фазана, с перьями ржавого цвета на спине, чёрной головой и телом с длинным хвостом. О черношейном фазановом голубе почти ничего неизвестно кроме описания 1882 г.
Местные жители называют птицу Ауво (англ. Auwo). Землевладелец, на чьей земле была найдена птица, сообщил, что подписал сделку с лесозаготовительной компанией. Лесозаготовки неизбежно разрушат среду обитания птиц, что грозит полным уничтожением эндемичного вида и негативными последствиями для культуры местных жителей, так как птицы — её составляющая часть. Биологи предполагают, что смогут вернуться на Фергуссон и выяснить количество обитающих на острове птиц, а также попытаются предотвратить их исчезновение.

## Ареал
Предпочитает девственные леса Новой Гвинеи на близлежащих островах, но может селиться и в низменностях.